# Pwyll
Pwyll [puiɬ]  ist in der Walisischen Mythologie ein Prinz, später König von Dyfed, der Gatte Rhiannons und der Vater Pryderis. Im Mabinogion werden seine Erlebnisse geschildert. Pwyll bedeutet auf kymrisch „Verstand“ und entspricht dem gleichbedeutenden irischen cíall und dem bretonischen poyll.

## Mabinogion
Pwyll, Prinz von Dyfed (Pwyll Pendefig Dyfed) ist der Name des Ersten Zweiges des Mabinogi. Pwyll ist der Herrscher über die sieben Cantrefi (Bezirke) von Dyfed. Sein Hauptsitz ist in der Burg von Arberth (auch Narberth, Pembrokeshire), von wo aus er seine Jagdausflüge macht.
Auf einer dieser Jagden vertreibt er die Hunde eines Herrschers der Anderswelt von der Beute. Der Besitzer der Hunde, Arawn, der König von Annwn (nach Birkhan auch Annwf[y]m oder Annwvyn) verlangt zur Sühne für diese Missetat, dass Pwyll für ein Jahr und einen Tag mit ihm den Platz tausche und in dieser Zeit Hafgan, einen Rivalen Arawns besiege, was ihm selbst zuvor nicht gelungen war. Hafgan muss mit dem ersten Hieb getötet werden, beim zweiten steht er wieder unverletzt auf. Pwyll tötet Hafgan, Arawn bringt inzwischen für Dyfed eine Zeit des Wohlstands und des Friedens. Obwohl Pwyll das Aussehen Arawns angenommen hat, schläft er nicht mit Arawns Frau, wegen der Einhaltung dieses Tabus schließt Arawn, nachdem Pwyll ihn ein Jahr lang vertreten hat, Freundschaft mit ihm, und Pwyll bekommt den Titel "Pen Annwn" (Fürst von Annwn) verliehen. Gleichzeitig schenkt Arawn ihm eine Schweineherde – Tiere, die bisher nur in der Anderswelt lebten und auf der Erde unbekannt waren. Diese Herde war später der Grund für den Tod von Pwylls Sohn Pryderi (erzählt im Dritten Zweig des Mabinogi Math fab Mathonwy, „Math, der Sohn Mathonwys“).
„Herr“, sprach Gwydyon, „ich habe gehört, dass eine Art von Tieren nach dem Süden gekommen ist, wie sie niemals zuvor auf diese Insel gelangte.“ […] „Kleine Tiere, und ihr Fleisch ist besser als Rindfleisch.“ „Wem gehören sie?“ „Pryderi, dem Sohne Pwylls. Ihm wurden sie aus Annwn von Arawn, dem König von Annwn, geschickt.“
Rhiannon war einem reichen Mann namens Gwawl zu Ehe versprochen, doch wollte sie gegen den Willen ihres Vaters Hefaidd Hen lieber Pwyll heiraten. Sie erscheint ihm eines Nachmittags bei dem Hügel Gorsedd in der Nähe von Arberth, der ein Eingang zur Unterwelt war. Der Prinz verfällt der schönen, jungen Frau sofort, die auf ihrem weißen Pferd an ihm vorbeigaloppiert. Er sendet einen Diener los, um sie einzuholen, doch der Diener kehrt unverrichteter Dinge wieder zurück, denn der Abstand zwischen Rhiannon und ihm wurde nicht geringer. Dies passiert noch ein zweites Mal am nächsten Tage. Der Prinz kehrt am dritten Tag wieder zum Hügel zurück, wo auch Rhiannon wiederum erscheint. Diesmal verfolgt Pwyll sie selbst, doch auch er kann sie nicht einholen, deshalb bittet er sie, auf ihn zu warten. Rhiannon erklärt ihm nun, dass sie gekommen sei, um ihn zu heiraten, doch müsse er noch ein Jahr warten. Nach dieser Erklärung verschwindet sie wieder.
Ein Jahr später führt sie ihn zum Palast ihres Vaters Hefaidd Hen, wo sie verlobt werden. Während der Festlichkeiten versucht Gwawl, zu seinem Recht zu kommen, aber Rhiannon und Pwyll können ihn ein Jahr lang hinhalten und schließlich überlisten. Jedoch ist die Ehe vorerst nicht mit einem Sohn gesegnet, so dass die Edlen von Dyfed verlangen, Pwyll möge Rhiannon verstoßen. Im dritten Jahr gebiert sie einen gesunden Sohn, der aber kurz nach seiner Geburt verschwindet. Die Dienerinnen, die befürchten, für ihre Unachtsamkeit bestraft zu werden, beschmieren den Mund der schlafenden Rhiannon mit Welpenblut und behaupten, diese habe ihr eigenes Kind gefressen. Zur Strafe muss sie jeden Besucher des Königssitzes auf ihrem Rücken vom Tor zur Halle tragen. Eines Tages kann Teyrnon, ein Gefolgsmann Pwylls, den Raub seines Fohlens verhindern und findet gleichzeitig ein Baby vor seinem Haus, dem er den Namen Gwri Goldhaar gibt. Er erkennt bald die Ähnlichkeit zu Pwyll, bringt ihm das Kind. Rhiannon wird von ihrer Strafe befreit. Zur Erinnerung an die schwere Zeit nennt sie den Knaben Pryderi (kymrisch „Kummer, Angst“).
Pwyll herrscht sehr erfolgreich über Dyfed und kann noch die drei Cantrefi von Ystrad Tywi (jetzt Carmarthenshire) und die vier von Ceredigion dazu erobern. Pryderi heiratet Cigfa und nach Pwylls Tod wird er König von Dyfed. Rhiannon heiratet in zweiter Ehe Manawydan, den Bruder des walisischen Königs Bran der Gesegnete.
Pwyll wird auch im Gedicht Preiddeu Annwfn, das Taliesin zugeschrieben wird, gemeinsam mit Pryderi genannt (Ebostol Pwyll a Phryderi, „Die Geschichte von Pwyll und Pryderi“).